# Giełda Papierów Wartościowych w Kazachstanie
Giełda Papierów Wartościowych w Kazachstanie (kaz. Қазақстан қор биржасы, Qazaqstan qor bırjasy; ang. Kazakhstan Stock Exchange – KASE) – giełda papierów wartościowych w Kazachstanie; zlokalizowana w Ałmaty. Powstała w 1993 roku.